# دومينيك فون هابسبورغ
دومينيك فون هابسبورغ (بالإسبانية: Dominic von Habsburg)‏ (مواليد. 4 يوليو 1937)؛ هو عضو من عائلة المالكة في دوقية توسكانا الكبرى المنحلة وأسرة هابسبورغ-لورين، يعتبر مطالب كارلي- كارلوكتافية للعرش الإسباني تحت مسمى دمينيغو الأول.
يعتبر دومينيغو ابن الأرشيدوق أنطون أمير توسكانا والأميرة إيلينا ابنة فرديناند الأول ملك رومانيا و ماريا أميرة المملكة المتحدة، انتقل المطالبة إليها من خلال جدته انفانتا بلانكا ابنة كارلوس السابع دوق مدريد، وكذلك هو مهندس معماري إسباني.
في 2012 اقترح السناتور إيناكي أناساغاستي من الحزب القومي الباسكي فكرة تأسيس نظام ملكي كتالوني-نافاري-باسكي مع اعتبار الأرشيدوق دمينيغو ملك عليها.
تزوج دمينيغو مرتين أولاً من فيرجينيا إنجل فون فوس (1937 - 2000) في 1960، هي والدة ابنيه، تطلقا في 1999، وتزوج فوراً في 14 أغسطس من العام 1999 من المضيفة الطيران السابقة إيمانويلا مليانارسكي (مواليد.1948)؛ هي إسرائيلية المولد زوجة السياسي المخضرم جاد يعقوبي في السابق.